# Bussy-la-Pesle, Côte-d'Or
Bussy-la-Pesle är en kommun i departementet Côte-d'Or i regionen Bourgogne-Franche-Comté i östra Frankrike. Kommunen ligger i kantonen Sombernon som tillhör arrondissementet Dijon. År 2022 hade Bussy-la-Pesle 75 invånare.

## Befolkningsutveckling
Antalet invånare i kommunen Bussy-la-Pesle
Referens:INSEE